# ヤンマタケ
ヤンマタケは不完全菌類の一種である。俗にいう冬虫夏草の仲間である。

## 概要
沢に生えている木の枝などにとまったトンボの成虫から発生する。宿主はノシメトンボやナツアカネなどの赤とんぼ類やミルンヤンマ、サナエトンボ、オニヤンマなどの成虫である。
夏から秋にかけて子実体が宿主の体の節々から発生し、その翌年の夏に朱色の分生子をつける。
おもに宿主の翅は子実体が成熟するまでに取れてしまう。完全世代はタンポヤンマタケ(学名：Cordyceps odonatae)である。